# María Dueñas
María Dueñas Vinuesa (Puertollano, provincia de Ciudad Real, 1964) kasztíliai születésű spanyol írónő. A Murciai Egyetem angol nyelv és irodalom professzora, de korábban tanított észak-amerikai egyetemeken is. Édesanyja családja a marokkói spanyol protektorátus területéhez tartozó Tetuánban is élt, aminek köszönhetően ez a helyszín visszaköszön irodalmai munkásságában is. Magyarországon az Öltések közt az idő és az Elfelejtett misszió című regénye jelent meg.

## Munkássága
2009-ben jelent meg első műve, az Öltések közt az idő című történelmi vonatkozású romantikus regény, mely egy kémmé vált varrónő életét mutatja be. Mindjárt első műve meghozta számára az országos ismertséget, ugyanis több, mint egymillió példányban került eladásra a könyve, melyet húsz nyelvre - köztük magyarra - is lefordították. A magyar kiadás 2012-ben jelent meg a Gabo Kiadó gondozásában. A könyvből egy sorozat is készült, melyet a spanyol Antena 3 csatorna, míg Magyarországon az MTVA sugározta.
2012-ben jelent meg második műve a Mision Olvido. A mű központi figurája Blanca Perea professzor, aki egy kaliforniai egyetemre megy kutatni. A mű 2014-ben jelent meg magyarul, Elfelejtett misszió címmel a Gabo Kiadó gondozásában.
Harmadik regénye 2015 márciusában jelent meg La Templanza címen.

## Művei

### Spanyol nyelven
- El tiempo entre costuras (2009)
- Misión Olvido (2012)
- La Templanza (2015)

### Magyarul
- Öltések közt az idő; ford. Cserháti Éva; Gabo, Bp., 2012 ISBN 9789636895693
- Elfelejtett misszió; ford. Cserháti Éva; Gabo, Bp., 2014 ISBN 9789636899509

## Fordítás
- Ez a szócikk részben vagy egészben  a   María Dueñas Vinuesa című katalán Wikipédia-szócikk fordításán alapul.  Az eredeti cikk szerkesztőit annak laptörténete sorolja fel. Ez a jelzés csupán a megfogalmazás eredetét és a szerzői jogokat jelzi, nem szolgál a cikkben szereplő információk forrásmegjelöléseként.